# AW Canum Venaticorum
Désignations
AW Canum Venaticorum (en abrégé AW CVn) est une étoile variable de cinquième magnitude de la constellation boréale des Chiens de chasse. L'étoile présente une parallaxe annuelle de 5,43 mas telle que mesurée par le satellite Hipparcos, ce qui permet d'en déduire qu'elle est distante d'environ ∼ 600 a.l. (∼ 184 pc) de la Terre. Elle s'en rapproche à une vitesse radiale héliocentrique de −44 km/s.
AW Canum Venaticorum est une étoile géante rouge de type spectral M3-IIIa qui est âgée de 1,1 milliard d'années. C'est une variable qui est classée comme une variable irrégulière à longue période de type Lb, même si l'International Variable Star Index de l'AAVSO la classe comme une possible variable semi-régulière. Sa magnitude apparente varie entre 4,72 et 4,81.
L'étoile est 2,2 fois plus massive que le Soleil et son rayon est environ 117 fois plus grand que le rayon solaire. Elle est près de 2 387 fois plus lumineuse que le Soleil et sa  température de surface est de 3 529 K.